# Ectopleura larynx
 Ectopleura larynx  – zwierzę z gromady stułbiopławów żyjące u wybrzeży Wielkiej Brytanii i obu Ameryk opisane po raz pierwszy pod nazwą Tubularia larynx.

## Wygląd
Ectopleura larynx jest niewielkim zwierzęciem – osiąga rozmiary 2–3 cm. Występuje w różnych kolorach, zazwyczaj w czerwonym lub różowym. Wokół otworu gębowego znajdują się dwa rzędy wyrostków, którymi zwierzę odfiltrowuje pokarm.

## Tryb życia
Ectopleura larynx żyje w koloniach, przyczepiona do skał, muszli, ale także lin okrętowych i spodów łodzi. Żywi się planktonem i osadami odfiltrowywanymi z wody.

## Rozmnażanie
Ectopleura larynx rozmnaża się zarówno bezpłciowo jak i płciowo. Zwierzęta te przechodzą  przez dwie fazy życia – polipa, kiedy mogą rozmnażać się przez pączkowanie, i meduzy, podczas której samce wypuszczają do wody spermę, przyciąganą następnie za pomocą reakcji chemicznych przez narządy płciowe samic.

## Linki zewnętrzne

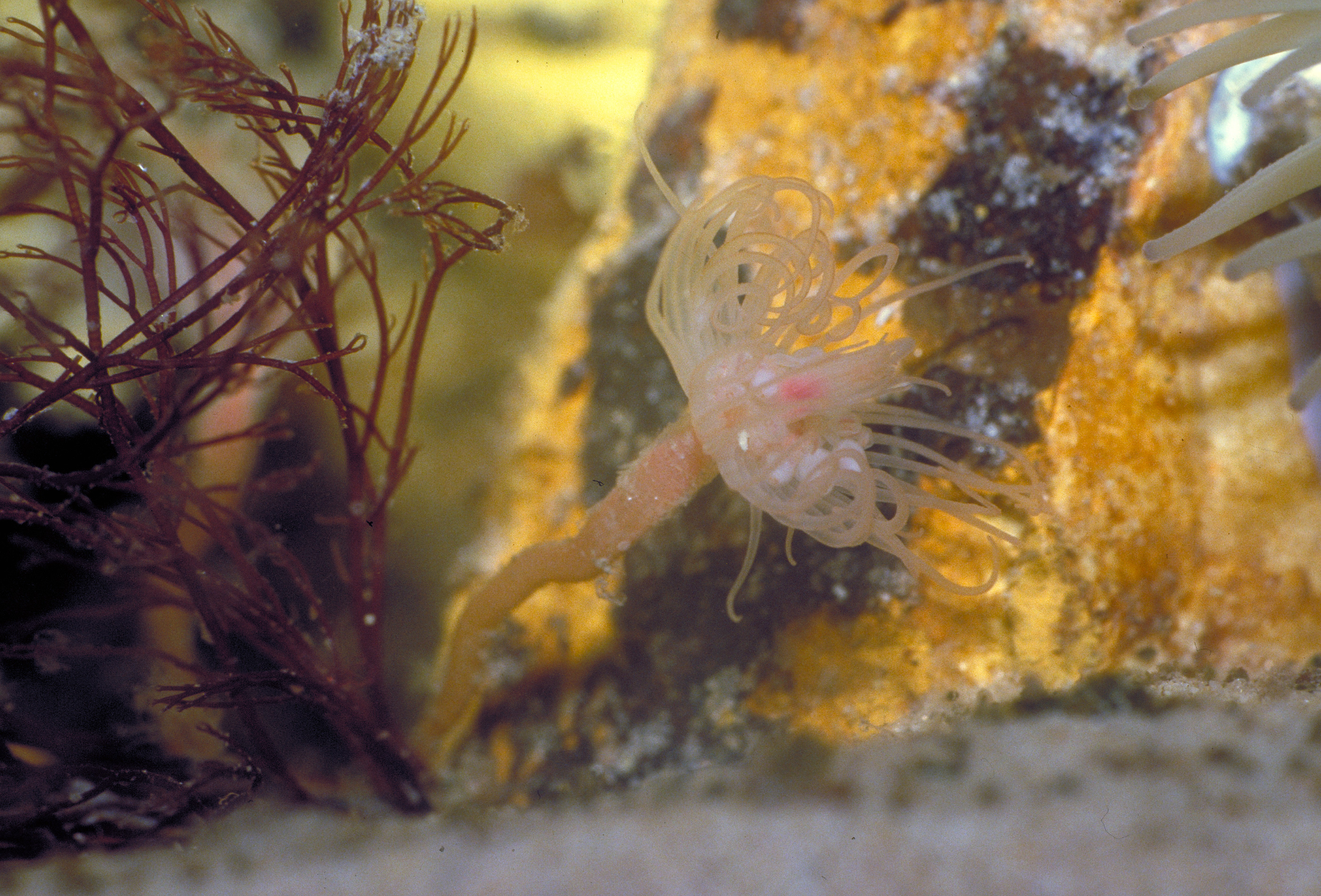